# 핵심 말레이폴리네시아어군
핵심 말레이폴리네시아어군(Nuclear Malayo-Polynesian)은 오스트로네시아어족의 어군이다. 술라웨시섬에서 기원하여 퍼졌을 것으로 추측된다.
‘핵심’이라는 말은 이 어군이 말레이폴리네시아어파의 개념적인 핵심을 이루고 있기 때문에 붙은 이름이다.

## 분류
핵심 말라요폴리네시아어군 (75%)
- 대 말라요-숨바와어 (60%)
- 타마니어 (Mbaloh)
- 술라웨시-폴리네시아어 (65%)
  - 상기르어-민하사어 (80%)
  - 남 술라웨시어 (100%)
  - 쩰레보-폴리네시아어 (80%)
    - 쩰레비어 (100%)
    - 대 중동부 말라요-폴리네시아인 (85%)
      - 북서 수마트라어 (Nias
      - 차모로어
      - 팔라우아어
      - 중동 말라요-폴리네시어어 (80%)
        - 숨바-플로레스어 (100%)
        - 핵심 중동말라요폴리네시아어 (80%)

## 참고 문헌
- Fay Wouk and Malcolm Ross (ed.), 2002, The history and typology of western Austronesian voice systems. Australian National University.
- K. Alexander Adelaar and Nikolaus Himmelmann, 2005, The Austronesian languages of Asia and Madagascar. Routledge.
- Austronesian Basic Vocabulary Database